# Palm Jebel Ali

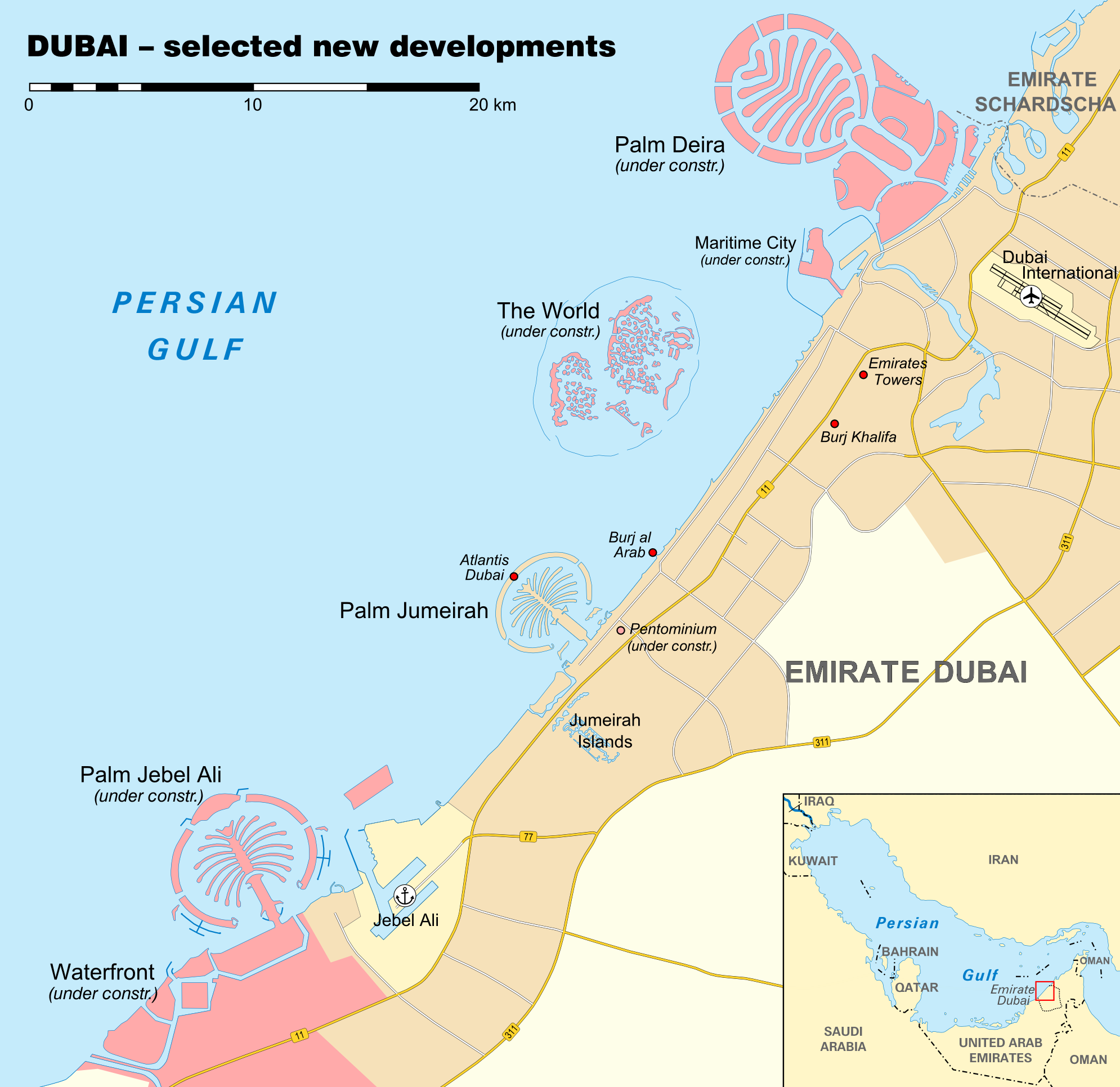
Archipels de Dubaï.

Palm Jebel Ali est un archipel artificiel des Émirats arabes unis, baigné par le golfe Persique, situé à proximité du port de Jebel Ali à la limite de l'émirat de Dubaï, il sera entouré à l'ouest par Dubaï Waterfront, si celui-ci est construit.

## Description
Palm Jebel Ali est un archipel artificiel en forme de palmier entouré par un croissant. Le projet est une fois et demi plus grand que Palm Jumeirah. Une fois achevé en 2012, il aurait dû accueillir 250 000 habitants (1,7 million d'habitants en 2020), comprenant six marinas, un parc sur le thème de l'eau, des villages sur pilotis.

## Histoire
La construction de Palm Jebel Ali a commencé en octobre 2002 et aurait dû être achevée en 2008. À cause de problèmes techniques et de la crise financière, cette échéance a d'abord été reportée à 2012, puis reportée sine die, en attendant des jours meilleurs. Le maître d'œuvre est Nakheel Properties et ne délivre plus d'informations à ce sujet.
En 2015, Nakheel Properties annonce que le projet est toujours en vie, mais que sa poursuite est fortement déterminée par la conjoncture économique. Un groupe de 74 actionnaires s'est retourné contre Nakheel Properties pour protester contre un délai de construction bien trop long (15 ans). Il a été offert aux actionnaires de transférer leurs droits sur des propriétés de Palm Jumeirah mais beaucoup ont refusé. En janvier 2015, Nakheel Properties a par ailleurs officialisé la construction de 80 immeubles et 800 maisons sur Palm Jebel Ali.
En octobre 2018, Sanjay Manchanda, PDG de Nakheel, a déclaré qu'il n'y avait aucun plan de relance du projet.

### Relance du projet
Le 31 mai 2023, l'émir de Dubaï, Mohammed bin Rashid Al Maktoum, a annoncé la relance du projet, confirmant qu’il serait jusqu’à deux fois plus grand que Palm Jumeirah, ajoutant un littoral supplémentaire d’environ 110 km, dont plus de 80 hôtels. 
Le projet vise à loger 35 000 familles, avec des villas et des appartements de luxe. Un tiers de ses installations publiques seront alimentées par des énergies renouvelables. 
La construction du projet a redémarré en 2024 et devrait être achevée en 2028.